# Синдром Хьюза — Стовина
Синдром Хьюза—Стовина (Hughes — Stovin) — аутоиммунное заболевание, сочетание аневризмы легочной артерии с рецидивирующим тромбофлебитом различной локализации, чаще всего периферических вен. 

## Клинические признаки
Интермиттирующая лихорадка, кашель, одышка, боль в грудной клетке, кровохарканье, рецидивирующий поверхностный тромбофлебит. Можно наблюдать двустороннюю гинекомастию, угри. Нередко в результате повышения внутричерепного давления возникают головная боль, рвота, застойный сосок зрительного нерва. Причиной смерти обычно является массивное легочное кровотечение. Болеют чаще молодые мужчины.